# Podmornice klase Harushio
Klasa Harushio je klasa japanskih dizel-električnih ophodnih podmornica. Klasa je nasljednik podmornica klase Yushio. Od prethodne klase se najviše razlikuje u večim dimenzijama i razini buke, koja je smanjena kako bi podmornica bila manje primjetna. Klasu čini 7 podmornica izgrađenih od 1987. do 1997. godine. Klasu Harushio su naslijedile podmornice klase Oyashio.
Nazivi podmornica:
- Projekt S126
  - SS-583 Harushio
  - SS-584 Natsushio
  - SS-585 Hayashio
  - SS-586 Arashio
  - SS-587 Wakashio
  - SS-588 Fuyushio

- Projekt S129
  - SS-589 Asashio

## Vanjske poveznice
- Globalsecurity.org - klasa Harushio